# ديريك تايلور (لاعب كرة سلة)
ديريك تايلور (و. 1963  م) هو لاعب كرة سلة، ومدرب كرة سلة من الولايات المتحدة، وألمانيا، ولد في باتون روج، لويزيانا.

## روابط خارجية
- ديريك تايلور على موقع سبورتس رفرنس (الإنجليزية)
- ديريك تايلور على موقع كرة السلة الأوروبية.كوم (الإنجليزية)
- ديريك تايلور على موقع ريلجم (الإنجليزية)
- ديريك تايلور على موقع بروبوليرز (الإنجليزية)
- ديريك تايلور على موقع سبورتس رفرنس (الإنجليزية)